# Milena Jesenská
Milena Jesenská (AFI: [ˈmɪlɛna ˈjɛsɛnskaː]; Praga, 10 agosto 1896 – Campo di concentramento di Ravensbrück, 17 maggio 1944) è stata una giornalista, scrittrice e traduttrice ceca.

## Biografia
La famiglia Jesenský (in ceco, come in altre lingue slave, i cognomi modificano la desinenza, ovvero aggiungono un suffisso, quando sono riferiti a donne) sosteneva di discendere da Jan Jesenius, primo professore di medicina alla Università Carolina di Praga, che fu tra i 27 luminari boemi uccisi sulla piazza della città vecchia il 21 giugno 1621, per essersi opposti all'autorità dell'imperatore Ferdinando II d'Asburgo. Tuttavia, tale convinzione si è dimostrata falsa. Il padre di Milena, Jan Jesenský, era un chirurgo dentale e professore presso l'Università Carolina di Praga; la madre, Milena Hejzlarová, morì quando la figlia aveva 16 anni. Milena studiò alla Minerva, il primo ginnasio femminile dell'Impero austro-ungarico. Dopo il diploma frequentò per un breve periodo la facoltà di Medicina, per volere del padre, e poi il Conservatorio, ma abbandonò gli studi dopo i primi due semestri. Nel 1918 sposò Ernst Pollak, un intellettuale e critico letterario ebreo che conobbe frequentando i circoli letterari di Praga, e con lui si trasferì a Vienna. Il matrimonio, che la portò a interrompere i rapporti con il padre per parecchi anni, non fu felice.
Poiché gli introiti di Pollak non erano sufficienti per un'adeguata vita della coppia a Vienna, Milena contribuì lavorando come traduttrice. Nel 1919 si imbatté in un breve racconto dello scrittore praghese Franz Kafka, e gli scrisse per ottenere l'autorizzazione alla traduzione dal tedesco al ceco. Da quel momento cominciò una intensa corrispondenza tra i due. Jesenská e Kafka si incontrarono soltanto due volte, nell'estate del 1920: a Vienna, per quattro giorni, e poi a Gmünd. Alla fine Kafka pose termine alla loro relazione, anche a causa del fatto che Milena non voleva lasciare il marito, e la loro corrispondenza quasi quotidiana si interruppe nel novembre 1920. Successivamente, tuttavia, si scambiarono ancora alcune missive nel 1922 e 1923. A riprova del loro rapporto Kafka lasciò a Jesenská i propri diari. La traduzione di Jesenská fu la prima di uno scritto di Kafka in lingua ceca; successivamente ella tradusse due altri racconti dello scrittore, oltre a testi di Hermann Broch, Franz Werfel, Upton Sinclair, e molti altri.
A Vienna, Milena Jesenská cominciò anche a scrivere articoli e editoriali per alcune delle più note riviste di Praga (contribuì alla Tribuna, e tra il 1923 e il 1926, scrisse su Národní listy, Pestrý týden e Lidové noviny.
Nel 1925 Jesenská divorziò da Pollak e ritornò a Praga, dove conobbe e sposò l'architetto ceco Jaromír Krejcar, dal quale, nel 1928, ebbe una figlia, Jana Krejcarová. A Praga proseguì la sua attività di giornalista, scrivendo per vari giornali e riviste, di traduttrice e divenne editrice di libri per l'infanzia. Alcuni dei suoi articoli furono successivamente pubblicati in due raccolte a cura della casa editrice praghese Topic.
Negli anni trenta Jesenská si avvicinò al comunismo (come molti altri intellettuali cechi di quel periodo), ma alla fine abbandonò ogni simpatia per questa ideologia nel 1936, quando si rese conto degli eccessi dello Stalinismo.  Nell'ottobre 1934 anche il suo secondo matrimonio finì, quando diede il proprio consenso alla richiesta di divorzio di Krejcar, intenzionato a sposare una interprete lettone che aveva conosciuto durante una visita in Unione Sovietica.
Tra il 1938 e il 1939 scrisse sulla prestigiosa rivista di politica e cultura Prítomnost, fondata e pubblicata a Praga da Ferdinand Peroutka. Vi contribuì con editoriali e commenti sull'ascesa del NSDAP (Partito Nazista) in Germania, sull'annessione (Anschluss) dell'Austria alla Germania nazista e sulle possibili conseguenze che tutto ciò avrebbe potuto avere per la Cecoslovacchia. Con il peggioramento delle condizioni politiche, ella intensificò le sue analisi e approfondimenti nei suoi scritti.
Dopo l'occupazione della Cecoslovacchia da parte dell'esercito tedesco, Jesenská si unì al movimento di resistenza clandestino e aiutò molti ebrei e rifugiati politici nell'espatrio. Ella, tuttavia, decise di restare in patria. Nel novembre 1939 fu arrestata dalla Gestapo e incarcerata prima a Pankrác e successivamente a Dresda. Nell'ottobre 1940 fu deportata nel campo di concentramento di Ravensbrück, in Germania. Qui fornì sostegno morale e psicologico alle altre persone prigioniere, e tra esse, a Margarete Buber-Neumann, che scrisse la sua biografia subito dopo la fine della guerra. Milena Jesenská morì per una malattia renale a Ravensbrück il 17 maggio 1944.
Sua figlia Jana è stata scrittrice per le pubblicazioni Pulnoc nei primi anni Cinquanta e per Divoké víno negli anni Sessanta.

## Opere
Antologie di articoli e testi pubblicati durante la sua vita:
- (CS)  Cesta k jednoduchosti, Praha: Topic, 1926.
- (CS)  Clovek delá šaty, Praha: Topic, 1927.

Antologie di articoli, testi e corrispondenza pubblicati dopo la sua morte:
- (CS)  Ludmila Hegnerová (a cura di), Milena Jesenská zvencí a zevnitr: Antologie textu Mileny Jesenské, Praha: Prostor, 1996.
- (CS)  Václav Burian (a cura di), Nad naše síly: Ceši, židé a Nemci 1937-1939, Olomouc: Votobia, 1997.
- (EN)  Kathleen Hayes (a cura di), The Journalism of Milena Jesenska: A Critical Voice in Interwar Central Europe, tradotto dal ceco con introduzione di Kathleen Hayes, New York: Berghahn Books, 2003.
- Alena Wágnerová (a cura di), Dopisy Mileny Jesenské, Prague: Prostor, 1998, trad. a cura di Claudio Canal, Milena di Praga, lettere di Milena Jesenska 1912-1940, Troina: Città aperta, 2002.
- Dorothea Rein (a cura di), Tutto è vita. Con otto lettere a Max Brod, Parma: Guanda, 1988.

## Intitolazioni

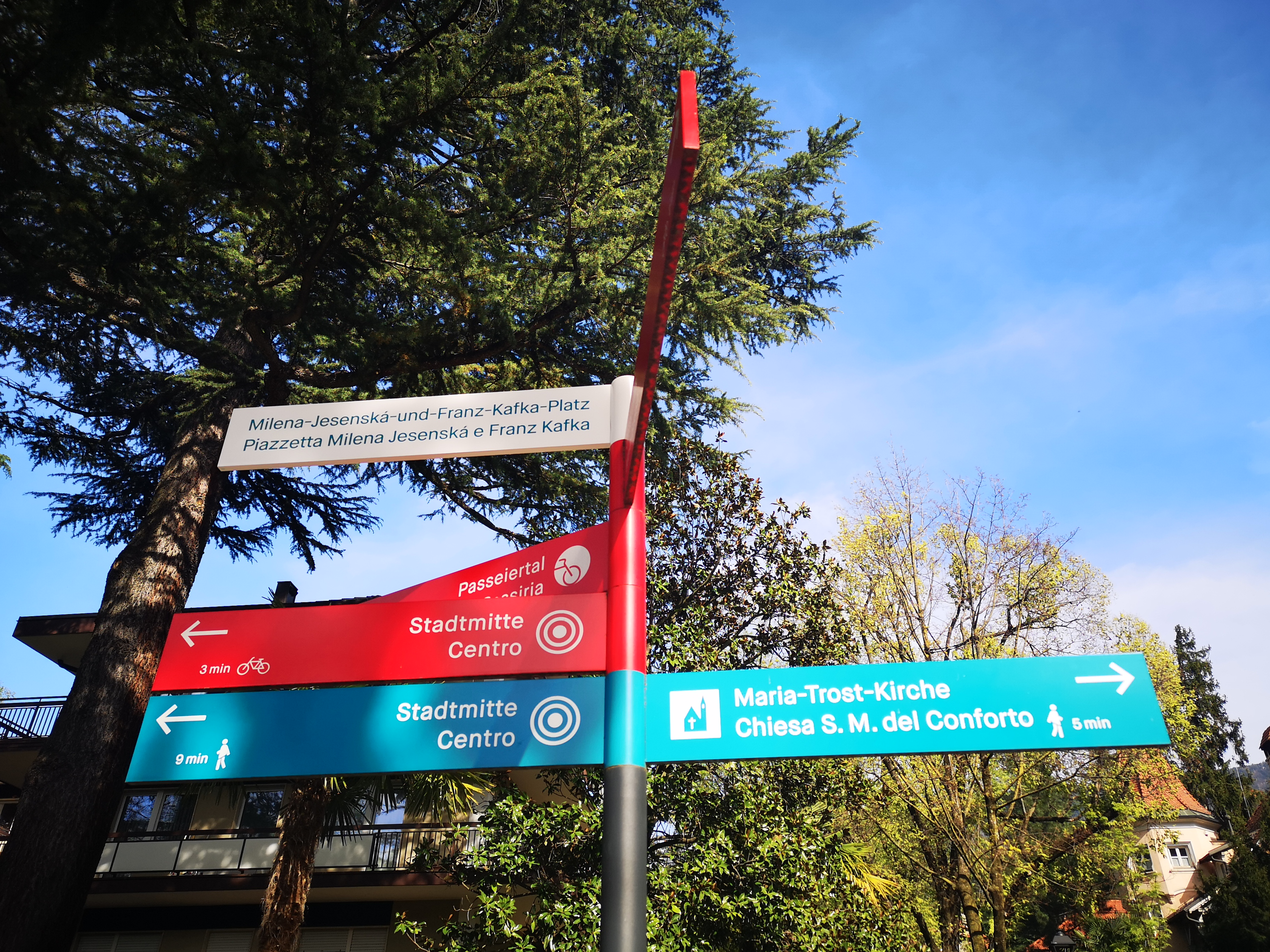
L'insegna pubblica posta a Merano che ricorda Milena Jesenská

Nel 2024, la città di Merano le ha dedicato la Piazzetta Milena Jesenskà e Franz Kafka, dinnanzi alla Villa Ottoburg, nel quartiere di Maia Bassa, da dove nel 1920 Kafka le indirizzò le sue famose lettere.